# Île d'Entrée
L’île d'Entrée est une île comprise dans l'archipel des îles de la Madeleine, au Québec (Canada).

## Toponymie
L'île tire son nom de sa position à l’entrée de la baie de Plaisance.

## Géographie

### Situation

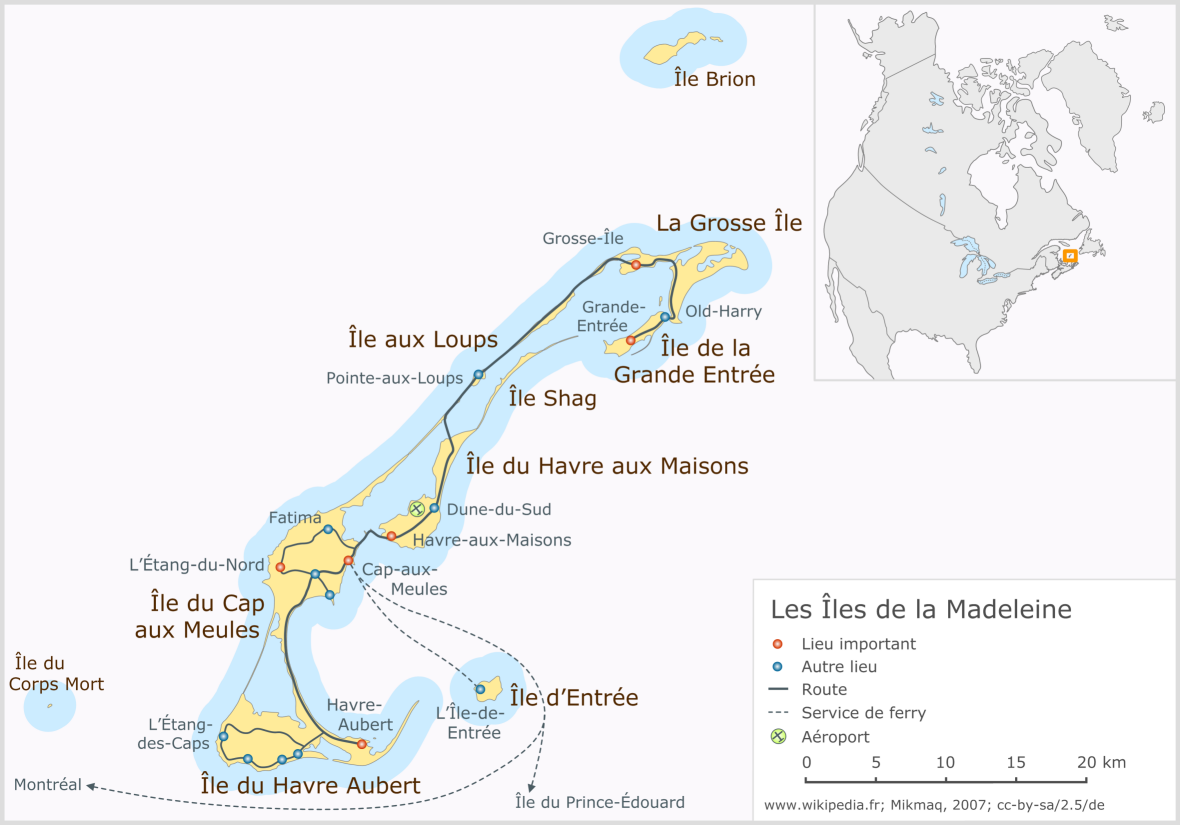
L'Île d'Entrée

L'île d'Entrée mesure moins de 3 kilomètres de diamètre. La terre la plus proche, la pointe de la dune du Bout du banc, terminant l'île du Havre Aubert est située  à environ 5 kilomètres. Vis-à-vis la pointe nord-est de l'île, distante de quelques mètres, le rocher de la Cormorandière accueille une foule de volatiles.
L'île est bornée par une succession de falaises aux couleurs et formes variées. Elle a en son centre un unique petit boisé. Les vaches et les chevaux paissent librement dans la prairie bordée de collines. On y retrouve comme seul prédateur le renard roux.
Ses grandes falaises rouges, visibles depuis les îles centrales, abritent une grande quantité d'oiseaux nicheurs.
L'île d'Entrée n’est pas reliée par voie terrestre au reste de l'archipel, mais plutôt par un service de ferry opéré par la Société des traversiers du Québec.

### Big Hill

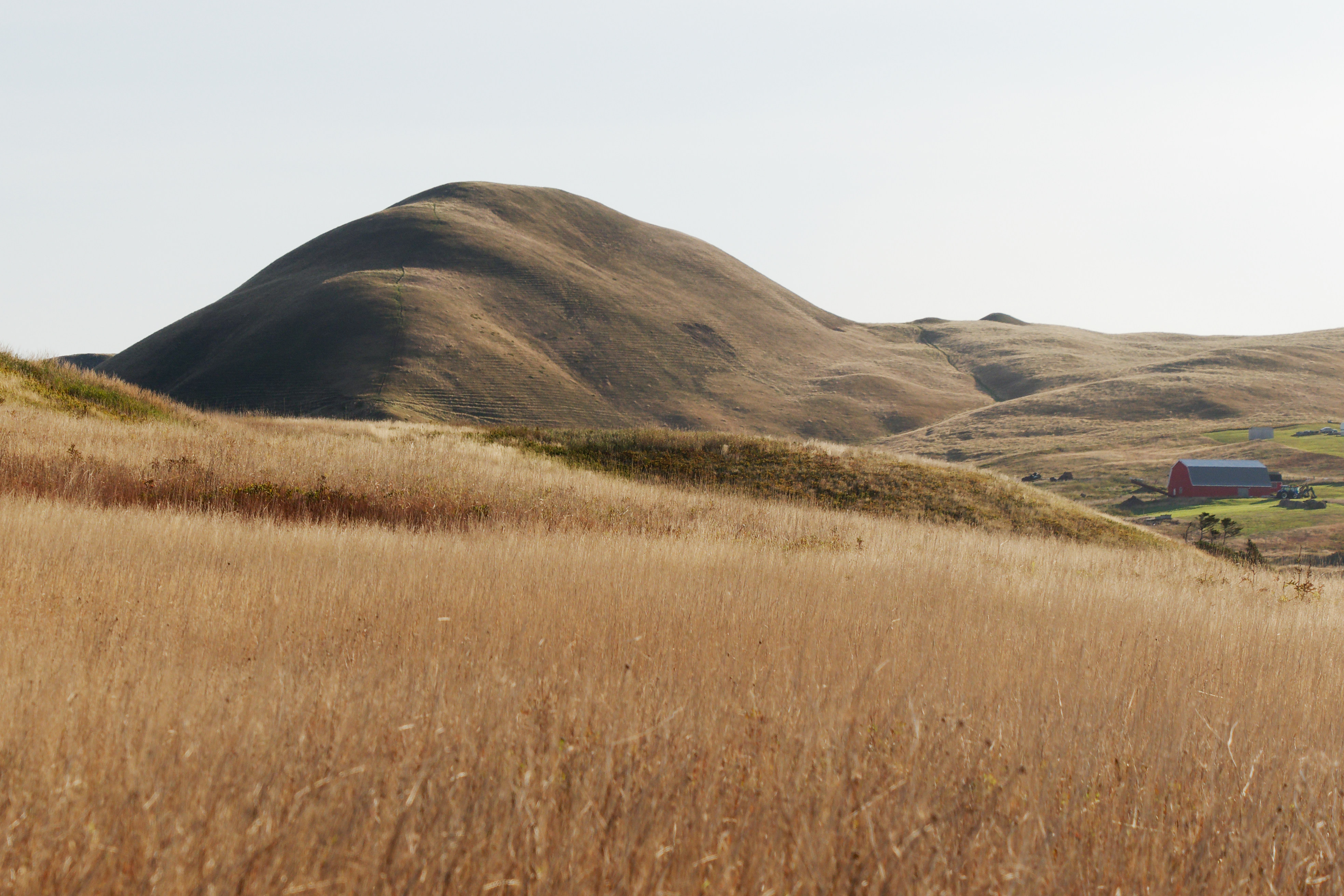
Big Hill

Le point culminant de l'île d'Entrée, Big Hill (170 m), est également le plus haut sommet de l'archipel. C'est une colline au relief arrondi qui se dresse au centre de la prairie commune.

## Démographie
Actuellement, l’île abrite une population approximative de 70 personnes en 2017 (environ 95 en 1995), composée majoritairement d'anglophones d’origine écossaise et irlandaise ainsi que de quelques francophones.

## Économie
L’économie locale est axée sur la pêche et mobilise la très grande majorité des résidents de l’île qui tirent leurs revenus principalement de la capture des espèces marines, dont le homard.

### Transports

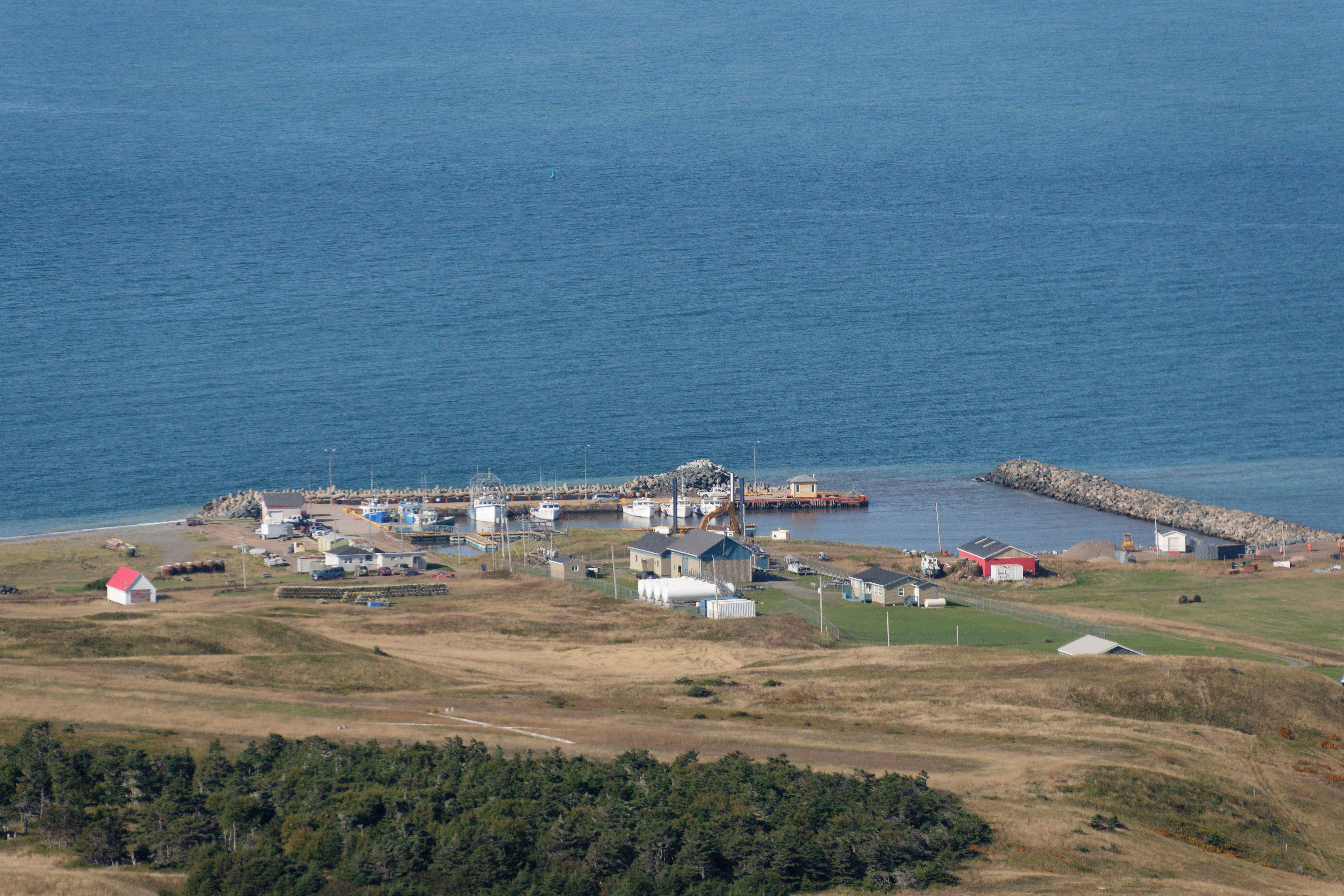
Le port

D'avril à décembre, l'île d'Entrée est reliée à Cap-aux-Meules par un traversier de la Société des traversiers du Québec, qui effectue deux aller-retour par jour. Depuis 2008, c'est un nouveau bateau, plus gros (45 passagers) et plus moderne que l'ancien, qui fait la traversée et assure certains services à la population: transport de machinerie lourde, pompage de l'eau de mer pour lutter contre les incendies, brise-glace, services pour les handicapés et les personnes à mobilité réduite.
En hiver, l'île d'Entrée est liée au reste de l'archipel par un petit avion.

### Services

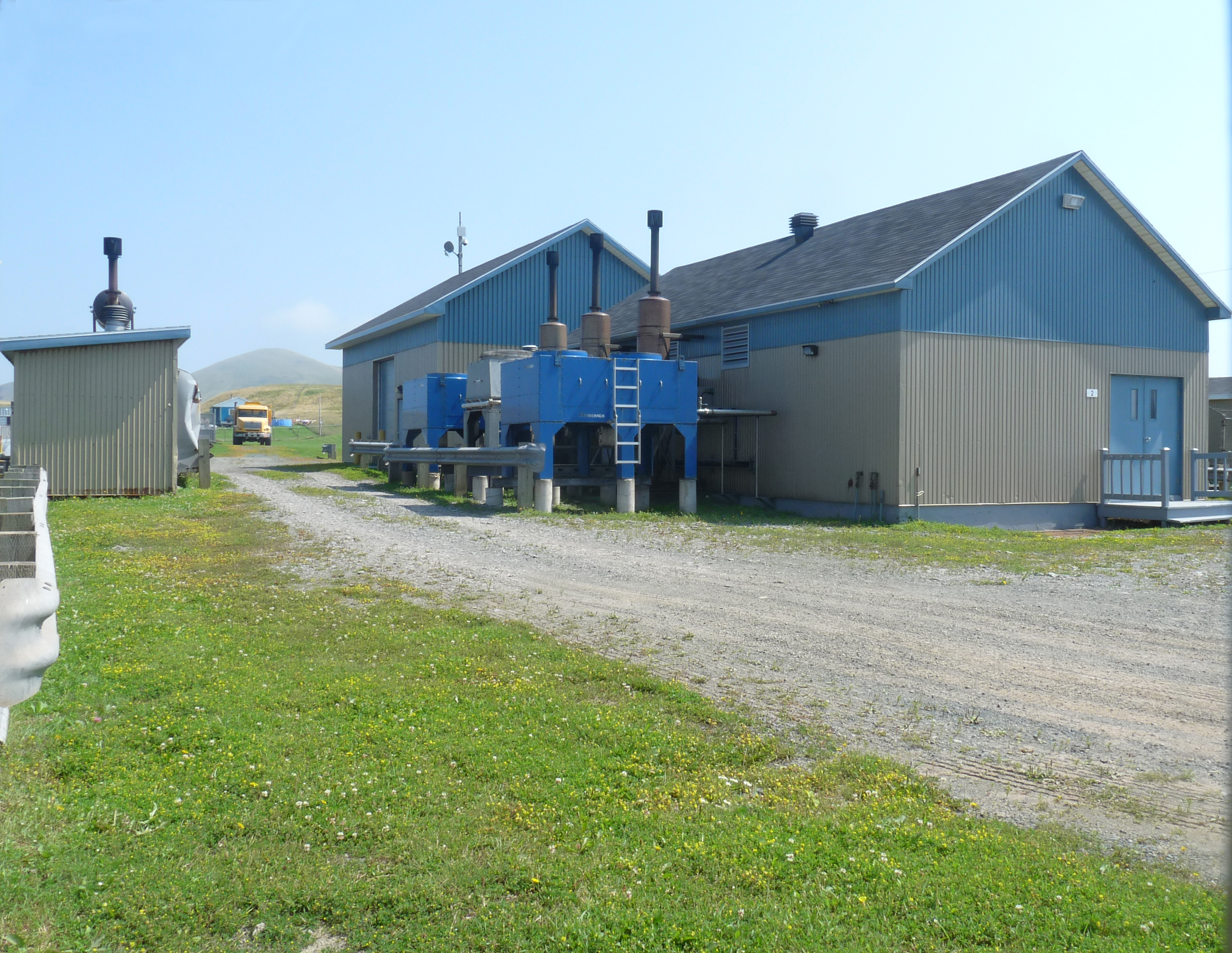
Le bâtiment de la station thermique

L'île d'Entrée possède deux magasins, un restaurant, une église, une école primaire, un CLSC et un bureau de poste. Un gîte touristique y est ouvert pendant l'été. Des groupes électrogènes d'une puissance de 1 200 kW sont exploités par Hydro-Québec Distribution et assurent l'approvisionnement en électricité des résidents.

## Histoire
L'église de l'île d'Entrée, All Saint's Memorial, a remplacé la première qui avait été construite en 1895 et démolie  en 1940 en raison de sa dégradation. Elle est inaugurée en 1949, d'abord en tant que monument de guerre pour les Royal Rifles. Une croix de 7 m est érigée à l'extérieur de l'église en 1988 afin d'honorer la mémoire des marins qui ont péri en mer. À l'intérieur, un vitrail fait de même pour cinq habitants de l'île morts en mer en 1987. Une chaire en bois sculptée à la main serait un des trois seuls exemplaires du genre au Canada.

## Culture populaire
- Le roman Entry Island (2013) de l'Écossais Peter May relate une enquête de la Sûreté du Québec concernant un homicide sur l'Île d'Entrée, mettant en scène des descendants de migrants écossais dans la foulée de l'épisode des highland clearances dans les îles britanniques.
- Le chanteur Daniel Léger a écrit une chanson intitulée Le dernier bateau de l'île d'entrée.

## Personnalités
- Ivan Quinn, épicier, maire du village, et surtout musicien et chanteur country qui a été un personnage haut en couleur sur l'île. Il est mort avant 2004. Le sentier qui mène à Big Hill a été nommé en son honneur[4],[5] Le nouveau bateau faisant la traversée entre l'île et Cap-Aux-Meules est nommé en son honneur, Ivan Quinn. Un musée à son nom a été ouvert sur l'île.

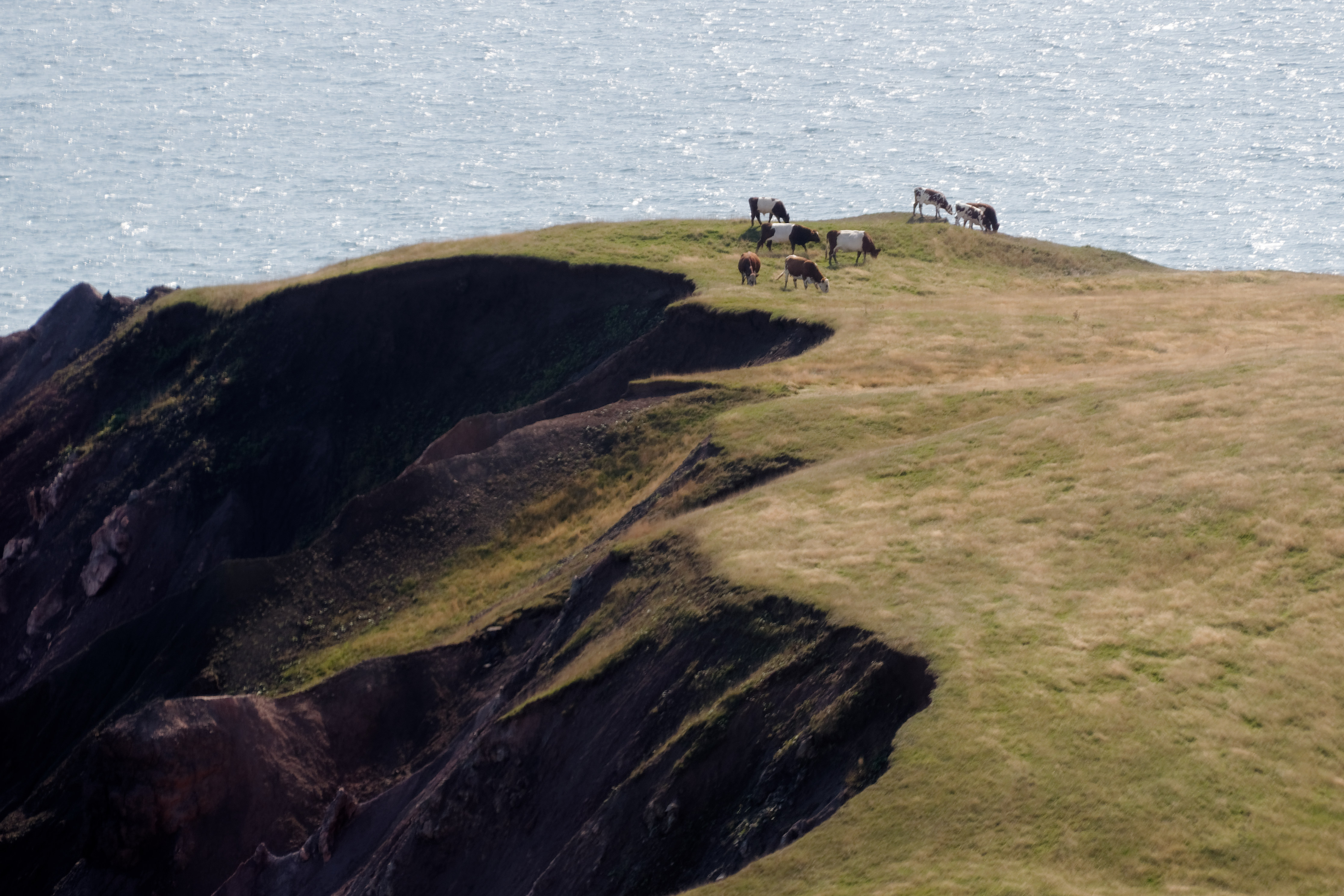
Pâturages communs de l'île
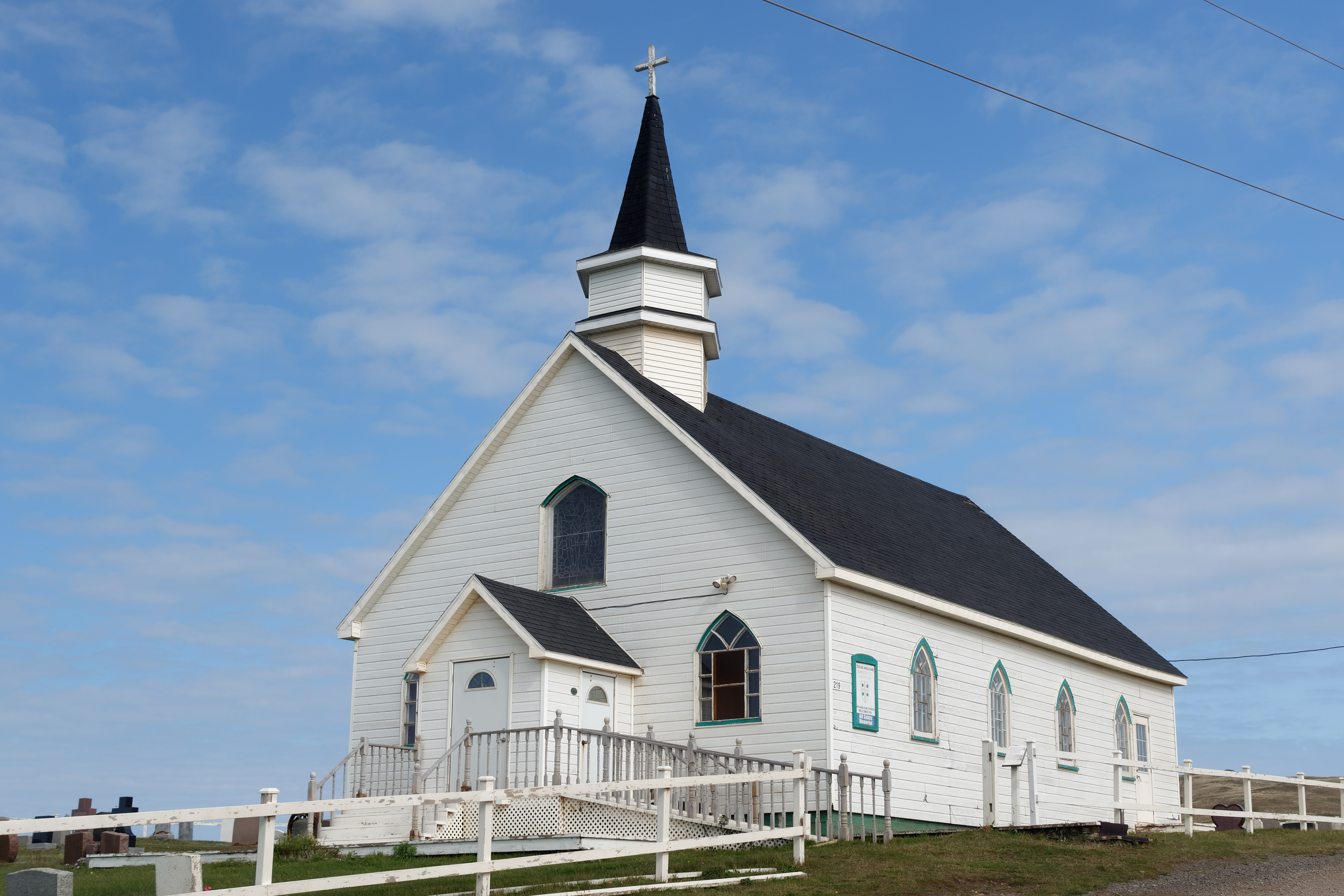
Église de l'île
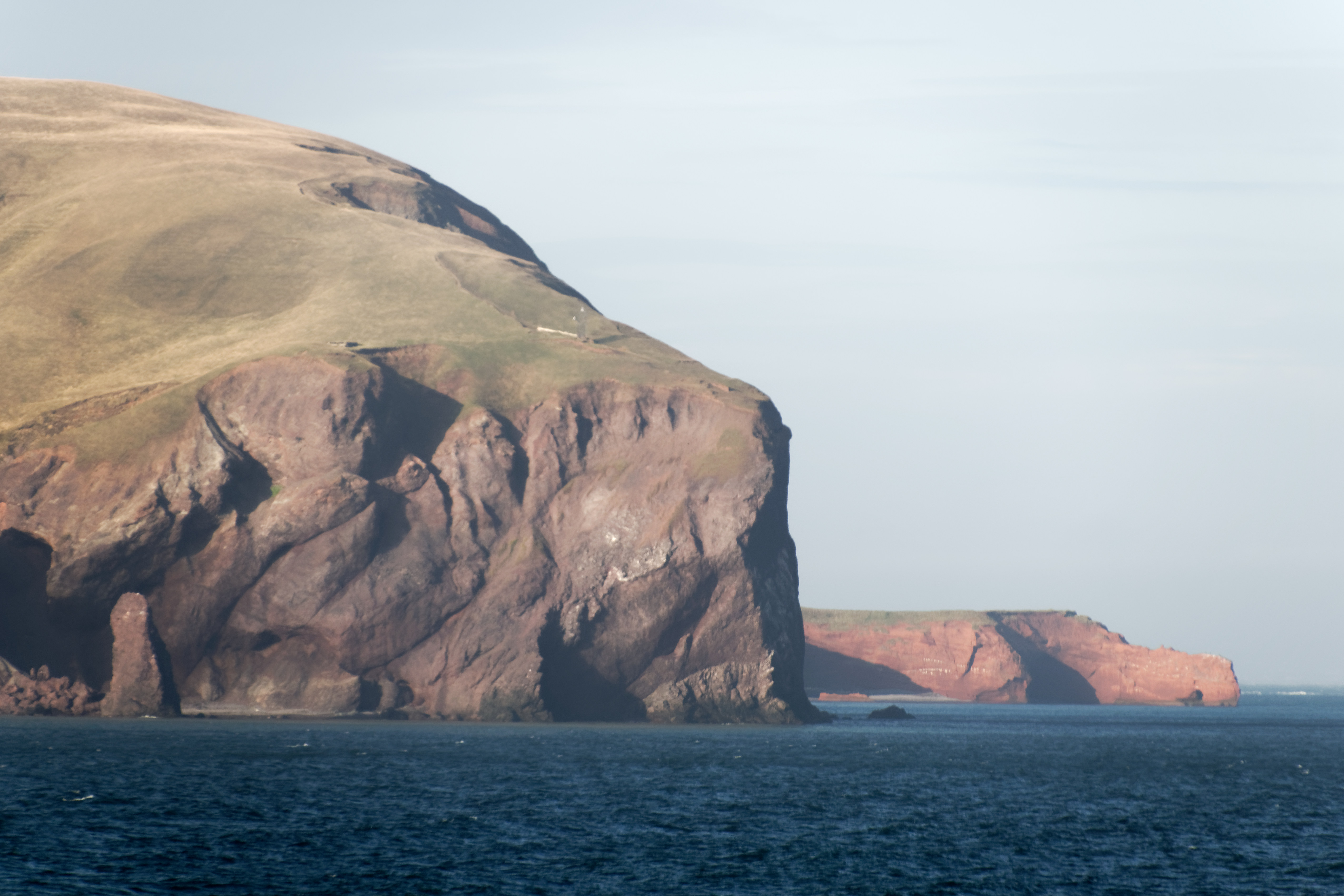
Falaises
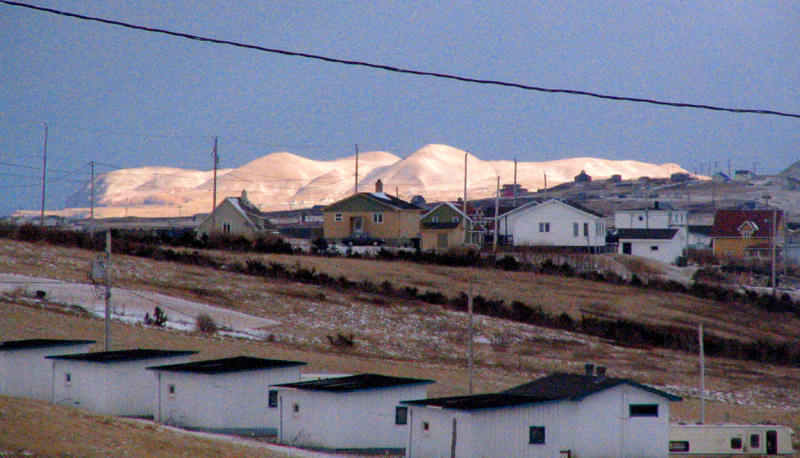
Collines enneigées de l'Île d'Entrée en arrière-plan de (Bassin) vers le Havre-Aubert
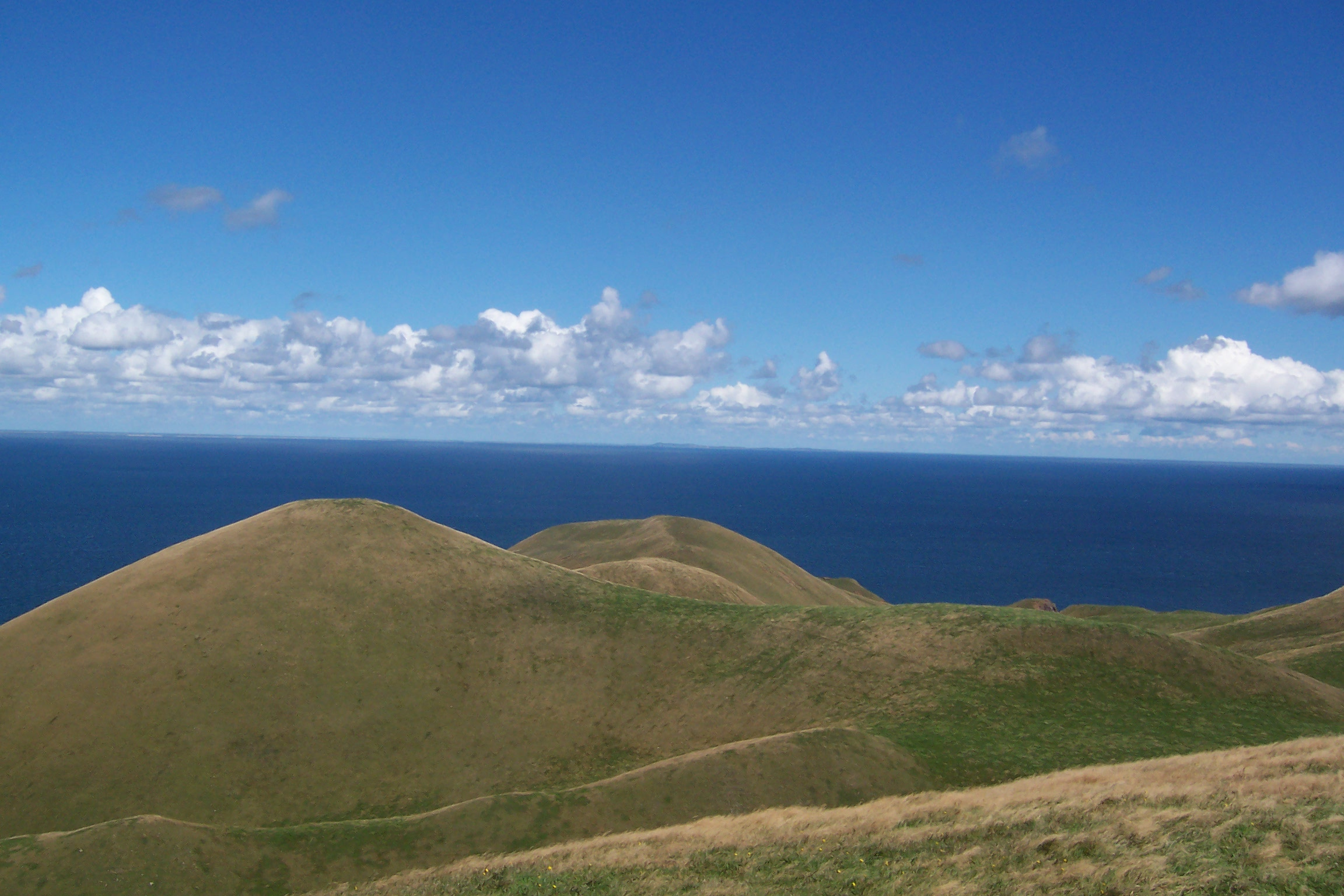
Pâturages communs situés dans l'est de l'île, vus depuis le sommet de Big Hill